# Kaszabia nigricauda
Kaszabia nigricauda is een steenvlieg uit de familie Perlodidae. De wetenschappelijke naam van de soort is voor het eerst geldig gepubliceerd in 1923 door Navás.